# Lê Tiến Thọ
Lê Tiến Thọ (sinh ngày 15 tháng 5 năm 1951) là nghệ sĩ tuồng, đạo diễn sân khấu và nhà quản lí người Việt Nam, ông hiện là Chủ tịch Hội Nghệ sĩ Sân khấu Việt Nam, Chủ tịch Hiệp hội Sân khấu quốc tế Việt Nam - ITI Việt Nam, Nguyên Thứ trưởng Bộ Văn hóa, Thể thao và Du lịch. 

## Tiểu sử
- 1964 – 1968: Học trường Nghệ thuật Sân khấu Việt Nam
- 1968 – 1976: Công tác Nhà hát Tuồng
- 1985 – 1990: Học tại Khoa Ngữ văn, trường ĐH Tổng Hợp HN (ĐH Khoa học Xã hội và Nhân văn)
- 1976 – 2003: Công tác tại Cục Nghệ thuật biểu diễn
- 1999 - 2000: Học tại Học viện Chính trị Quốc gia HCM
- 2003 – 2011: Công tác tại Bộ Văn hóa Thông tin (nay là Bộ Văn hóa, Thể thao và Du lịch)
- Hiện nay – sau khi nghỉ hưu: Chủ tịch Hội Nghệ sĩ Sân khấu Việt Nam, Chủ tịch Hiệp hội Sân khấu quốc tế Việt Nam - ITI Việt Nam,(Nguyên Thứ trưởng Bộ Văn hóa, Thể thao và Du lịch).

## Giải thưởng
- Huy chương Kháng chiến hạng Nhất.
- Huân chương Lao động hạng Hai.
- Huân chương Độc lập hạng Ba.
- Danh hiệu Nghệ sĩ nhân dân năm 1993.
- Huy hiệu 30 năm tuổi Đảng năm 2008.
- Được tặng Giải thưởng VHNT của Thành phố Hồ Chí Minh năm 1989.
- Được tặng Giải thưởng Đào Tấn 2 lần năm 2005, năm 2009.
- Được nước Cộng hòa Dân chủ Nhân dân Lào tặng Huân chương Lao động Hạng 2.
- Giải thưởng Nhà nước về Văn học - Nghệ thuật năm 2012.